# Jean-Baptiste Baudoin
Jean-Baptiste Baudoin (Juniville, 11 gennaio 1831 – 15 novembre 1875) è stato un sacerdote e missionario cattolico francese.

## Biografia
Padre Baudoin fu inviato in Islanda nel 1858, raggiungendo P. Bernard Bernard nella missione fondata l'anno precedente; i due rappresentavano i primi sacerdoti cattolici in Islanda dopo la Riforma protestante. 
Entrambi, per favorire l'opera di evangelizzazione, decisero di spostarsi verso Reykjavík, dove nel 1859 acquistarono un appezzamento di terreno con cascina nell'area detta "Landakot"; 
Nella stessa area costruirono una piccola cappella nel 1864; pochi anni dopo, fu eretta nei pressi (a Túngata) una piccola chiesa in legno dedicata al Sacro Cuore di Gesù. La Cattedrale di Cristo Re a Reykjavík fu costruita solo successivamente, nel 1929.
Nel 1875 lasciò l'Islanda.
Durante la sua missione scrisse varie opere in difesa della Chiesa cattolica, tra le quali quelle in contrasto col teologo islandese Magnús Eiríksson (1806-1881).
L'opera evangelizzatrice fu fortemente compressa per il divieto di proselitismo vigente fino al 1874.

## Opere
- Útskýring um trú katólsku kirkjunnar í þeim trúaratriðum, þar sem ágreiningr er milli hennar og mótmælenda, Reykjavík, 1865.
- [anonimo], Svar hinna katólsku presta upp á 1. bréfið frá París eptir Eirík Magnússon. Hvað segir sagan um Parísarbréfið?, Reykjavík, 1866
- Jesús Kristr er guð. Þrátt fyrir mótmæli herra Magnúsar Eiríkssonar, Reykjavík, 1867
- [anonimo], Er það satt eðr ósatt, sem hra Jónas Guðmundsson segir um bækling vorn: "Jesús Kristr er Guð" o. s. frv.?, Reykjavík, 1867
- Til Íslendinga : um Lestrarbók handa alþýðu, eftir séra Þórarinn Böðvarsson, Reykjavík, 1875